# Формула на Ойлер
Формулата на Ойлер е математическа формула от областта на комплексния анализ, показваща дълбоката връзка между тригонометричните функции и комплексната експоненциална функция.
Формулата на Ойлер гласи, че за всяко реално число {\displaystyle \varphi }:
{\displaystyle e^{i\varphi }=\cos \varphi +i\sin \varphi \!} ,
където важи:
е — основа на натуралния логаритъм,
i — имагинерна единица,
{\displaystyle \sin } и {\displaystyle \cos } са тригонометрични функции.
Ричард Файнман нарича формулата на Ойлер „скъпоценен камък“ и „най-важната формула в цялата математика“ (Feynman, p. 22-10).
Ако искаме да обясним формулата на Ойлер с най-прости думи, тя описва ротация на единичен вектор на ъгъл {\displaystyle \varphi }.

## Извод
Уравнението на Ойлер може да бъде изведено по много начини като сред най-елегантните е чрез комплексен интеграл:
Нека z е комплексно число с модул единица в тригонометричен вид.
{\displaystyle z\equiv \cos \varphi +i\sin \varphi \!}.
След диференциране и преобразуване, получаваме:
{\displaystyle dz=d(\cos \varphi +i\sin \varphi \!)}
{\displaystyle dz=(-\sin \varphi +i\cos \varphi \!)d\varphi }
{\displaystyle dz=i(i\sin \varphi +\cos \varphi \!)d\varphi }
{\displaystyle dz=i(\cos \varphi +i\sin \varphi \!)d\varphi }
{\displaystyle dz=izd\varphi }
{\displaystyle {\frac {dz}{z}}=id\varphi }
{\displaystyle \int {\frac {dz}{z}}=\int id\varphi }
{\displaystyle \ln z=i\varphi +C}
{\displaystyle z=Ae^{i\varphi }}
където А е произволна константа, която се определя със следното съображение:
{\displaystyle z(0)=A=\cos(0)+i\sin(0)=1}
и оттук
{\displaystyle e^{i\varphi }=\cos \varphi +i\sin \varphi \!}.

### Тъждество на Ойлер
В частния случай, когато {\displaystyle \varphi =\pi \!}  получаваме:
{\displaystyle e^{i\pi }=\cos \pi +i\sin \pi .\,\!}
Ако {\displaystyle \cos \pi =-1\,\!} и {\displaystyle \sin \pi =0\,\!}, следва, че:
{\displaystyle e^{i\pi }=-1\,\!}
а оттук следва, че:
{\displaystyle e^{i\pi }+1=0\,\!}